# Lars Møller (redaktør)
 For alternative betydninger, se Lars Møller. (Se også artikler, som begynder med Lars Møller)
Lars Peter Silas Mathæus „Arĸaluk“ Møller (også kaldet Lars Peder Sillas Matthæus Møller og med ny retskrivning Aqqaluk; født 9. januar 1842 i Nuuk, død 20. januar 1926 sammesteds) var en grønlandsk redaktør, bogtrykker, litograf, tegner, oversætter, tolk og ekspeditionsdeltager.

## Liv
Lars Møller var søn af Peter Erik Møller (1816-1897) og dennes kone Ane Elisabeth Karen Lynge (1817-1905).
Han blev i første omgang opdraget som jæger og fisker, men da inspektør Hinrich Johannes Rink grundlagde trykkeriet i Nuuk i 1857, begyndte den kun 15-årige Lars Møller at arbejde der som assistent og lærling. Han videreuddannede sig hos Rink i Danmark i et halvt år i 1861 inden for typografi og litografi og vendte så tilbage til trykkeriet, hvor avisen Atuagagdliutit fra da af blev trykt. I 1873/74 afløste han lærer og salmedigter Rasmus Berthelsen, som redaktør på Atuagagdliutit. Artiklerne i avisen illustrerede han selv med farvetryk, og hans avis ses som en af grundene til, at den almindelige grønlænder begyndte at blive interesseret i at læse i slutningen af det 19. århundrede. Han oversatte også fra dansk for at fylde Atuagagdliutit med tekster. Hans viden om landet og folket samt hans arbejde bidrog i høj grad til at knytte Grønland og Danmark sammen, idet han fungerede som tolk for de mange inspektører i løbet af sin karriere og som fagperson bragte dem tættere på deres inspektorat. Også for de polarforskere, der færdedes i Grønland, udgjorde han en vigtig kilde til informationer, eksempelvis ledsagede han Adolf Erik Nordenskiöld på dennes ekspedition i 1883 og udfærdigede i den forbindelse mange tegninger. I 1922 blev den efterhånden 80-årige Lars Møller efterfulgt af Kristoffer Lynge efter 65 års tjeneste.
Den 10. februar 1867 giftede han sig med Louise Malene Kristiane Rasmussen (1847-1928), datter af jagtleder Peter Rasmussen (1802-1864) og dennes kone Ane Kathrine Platou (1813-1885), datter af inspektør Christian Alexander Platou. De fik følgende børn:
- John Peter Christian Møller (født 19. november 1867 i Nuuk, død 9. juli 1935 sammesteds), bogtrykker og fotograf[7]
- Claus Elias Karl Møller (født 31. marts 1870 i Nuuk)[8]
- Sophie Birgitte Jakobine Møller (født 17. juni 1872 i Nuuk)[9]
- Dødfødt søn (dødfødt 3. august 1879 i Nuuk)[10]
- Stephen Pavia Kristian Møller (født 17. september 1882 i Nuuk, død 11. marts 1909 sammesteds), tegner og maler[11]

I 1892 fik han Fortjenstmedaljen i sølv, og i 1917 blev han Ridder af Dannebrog. Han døde i starten af 1926 kort efter sin 84. fødselsdag.